# Cruz Roja Cubana
La Cruz Roja Cubana es una organización humanitaria sin fines de lucro y una entidad auxiliar del Estado. Miembro del Comité Internacional de la Cruz Roja y de la Federación Internacional de Sociedades de la Cruz Roja y de la Media Luna Roja.

## Historia

### Antecedentes
La Cruz Roja Cubana fue fundada el 10 de marzo de 1909 por el doctor cubano Diego Tamayo y Figueredo. Su acción se ha extendido a toda la población mundial, sin restringirse por límites territoriales, políticos o sociales y su demostración está en su quehacer a lo largo de estos años. Ejemplo de esto es la atención brindada a las víctimas de terremotos en Chile en 1960 y en Perú en 1970, también a las del huracán de 1974 en Honduras. Sin embargo la actividad de esta organización se ha visto grandemente incrementada a partir de 1996, actualmente cuenta con un programa preparativo para desastres naturales que se aplica en todo el país desde 1999, este se imparte a través de guías comunitarias, talleres y conferencias a la población y al personal requerido.